# Astragalus pseudoindurascens
Astragalus pseudoindurascens är en ärtväxtart som beskrevs av Sirj. och Karl Heinz Rechinger. Astragalus pseudoindurascens ingår i släktet vedlar, och familjen ärtväxter. Inga underarter finns listade i Catalogue of Life.